# ポンテンモンキチョウ
ポンテンモンキチョウ（Colias ponteni）は、シロチョウ科のチョウ。幻の蝶と呼ばれ、150年以上を通じて11頭しか発見されていない謎の多いチョウである。

## 大英博物館の標本
イギリスの大英博物館には5頭の標本が保管されている。この標本は博物学者のジョゼフ・バンクスが寄贈したもので、バンクスは世界を2周半した冒険家のキャプテン・クックに同行して世界中の動植物を集めており、その際に捕えたとのこと。捕えた場所は『サンドウィッチ島』とされているが、当時クックの航海費用はサンドウィッチ伯爵ジョン・モンタギューが出していたため、クックは新しい島を見つけると、サンドウィッチ伯爵に捧げるために伯爵にちなんだ名前を世界中で付けており、どこのサンドウィッチ島のことかわからなくなっている。

## スウェーデン国立自然博物館の標本
以来240年間、ポンテンモンキチョウは他に見つからなかったが、1997年、スウェーデン国立自然博物館に3頭のポンテンモンキチョウの標本があることが分かった。これは1851年にフリゲート艦で世界一周の探検に出たとき採取されたもので、これもまた捕えた場所がはっきりせず、『ハワイ島』や『フェゴ島』などと言われている。ハワイ島は昔『サンドウィッチ諸島』と呼ばれていたし、フェゴ島の近くにも『サウス・サンドウィッチ島』がある。現在では、南米のモンキチョウに似ていることから、フェゴ島が有力視されている。